# Gwandu
Gwandu è una città della Repubblica Federale della Nigeria appartenente allo Stato di Kebbi. È capoluogo dell'omonima area a governo locale (local government area) e  conta una popolazione di 151.019 abitanti.